# Катишонок, Елена Александровна
Еле́на Алекса́ндровна Катишо́нок (род. 1950, Рига, СССР) — русская писательница, поэтесса и переводчица. Автор шести романов, сборника малой прозы и трех сборников стихов. Финалист литературной премии Русский Букер. Лауреат премии Ясная Поляна. В настоящее время живёт в США.

## Биография
Елена Катишонок родилась в 1950 году и до 1991 года жила в Риге. Окончила филологический факультет Латвийского университета. После эмиграции живёт в Бостоне, преподает русский язык, занимается редакторской работой, переводами. Дебютировала сборником стихов «Блокнот» в 2005 году.
В 2006 году вышел первый роман «Жили-были старик со старухой». Литературный обозреватель, член жюри премии Русский Букер 2009 года Майя Кучерская отметила, что «невероятное человеческое обаяние, безупречный язык и глубина этой книги делают её выход светлым событием». Подводя итоги 2009 литературного года, известный критик Андрей Немзер писал: «Букеровское жюри ввело в шорт-лист и тем самым актуализировало … роман Елены Катишонок …, по-моему, одно из лучших сочинений в прозе уходящего десятилетия». Роман удостоился премии Ясная Поляна 2011 года в номинации «XXI век»
В 2008 году в соавторстве с Евгением Палагашвили выходит «Охота на фазана» — сплав фотографий со стихами, им созвучными.
В 2009 году вышел второй роман «Против часовой стрелки». Андрей Немзер заметил о бостонском издании: «Елена Катишонок дописала свою книгу. О бабушке. О жизни. О любви. Стыдно будет, если останется она непрочитанной». «Против часовой стрелки» попадает в Длинный список премии «Большая книга» 2010 года и обе книги, наконец, издаются в Москве и находят своего массового читателя. Андрей Немзер: «Главными событиями прозы-2010 я считаю роман Елены Катишонок „Против часовой стрелки“ (продолжение не менее замечательного романа „Жили-были старик со старухой“; оба выпущены „Временем“ на излете года)…».
В 2010 году вышла новая книга стихов «Порядок слов» (короткий список Бунинской премии 2012 года). В 2011 году — третий роман «Когда уходит человек». Роман включен в Длинный список премии «Большая книга» 2011 года. Перевод на немецкий язык выпущен под названием «Das Haus in der Palissadnaja». В 2014 году выходит четвёртый роман «Свет в окне»(Длинный список премии «Большая книга» 2014 года), в 2018 году — рассказы и повесть «Счастливый Феликс». В 2021 году — два романа «Детский альбом. Дневник старородящей матери Ирины Лакшиной» и «Джек, который построил дом» (Длинный список премии «Большая книга» 2022 года).
В 2023 переводы с польского поэзии Виславы Шимборской удостоились премии имени Эрнеста Хемингуэя от канадского русскоязычного литературного журнала «Новый свет».
В 2025 опубликован сборник «100+1 стихотворение» Виславы Шимборской в переводах Елены Катишонок.

### Интервью
- «Портреты: Елена Катишонок» — Собака.ру, № 108, 01.2010
- Майя Кучерская. «Я всю жизнь сочиняю одну бесконечную книгу» — Ведомости, 08.12.2010
- Татьяна Малкина. «Вторую мировую уже немного путают с Троянской» — Московские Новости, 28.10.2011
- Сэм Ружанский. «Елена Катишонок: Место действия — Город» — Мы Здесь, № 342, 9-15.02.2012
- Игорь Михалевич-Каплан. «Интервью с писательницей Еленой Катишонок» — Побережье, № 20
- Сэм Ружанский. «Елена Катишонок: вторая встреча» — Мы Здесь, № 358, 7-13.06.2012

### Отзывы, тексты, эссе
- Отзывы и фрагмент романа «Жили-были старик со старухой»
- Отзывы и фрагмент романа «Против часовой стрелки»
- Отзывы и фрагмент книги стихов «Порядок слов»
- Отзывы и фрагмент романа «Когда уходит человек»
- М. Кульгавчук. «Узнаваемость правды. О романе Елены Катишонок „Жили-были старик со старухой“» — Вопросы литературы, 2012, № 3
- «Красные башмачки», «Урок музыки», «Язва». Рассказы. — «Образы жизни». — Сан-Франциско, 2012. — С. 87—95.
- «Красные башмачки». Рассказ. — «Октябрь», 2015, № 9
- М. Кульгавчук. «Повторение пройденного. Елена Катишонок.» — Вопросы литературы, 2016, № 2. — С. 34—43.
- «Счастливый Феликс». Маленькая повесть. — «Новый Журнал», 2016, № 283
- В. Гельфанд. «Миф и история в творчестве Елены Катишонок.» — Cultural Studies / Kultūras Studijas, Daugavpils, 2017, Vol. 9, p. 137—143.
- Т. Бреева, Г. Хусаинова. «Гетеротопия истории в романе E. Катишонок „Жили-были старик со старухой“» — Филология и культура / Philology and culture, Казань, 2017, № 4(50), С. 143—148.